# Соуза, Поль-Эмиль де
Поль-Эмиль де Суза (фр. Paul-Émile de Souza; 1930, Уида — 17 июня 1999, Бенин) — дагомейский военный и политический деятель. Возглавлял государство с 13 декабря 1969 по 7 мая 1970 года.

## Биография
10 декабря 1969 года Морис Куандете совершил государственный переворот, в результате которого был отстранен от власти президент Эмиль Зенсу, однако власть Куанды не признали сами военные. В результате этих событий на пост временного главы государства был избран Поль-Эмиль де Суза. 28 марта 1970 года состоялись президентские выборы, которые были призваны определить легитимного (демократически избранного) президента страны. Эти выборы отличились вспышками насилия по всей стране; некоторые источники приводят данные о 6 погибших. Бывшие президенты Кутуку Юбер Мага, Суру Миган Апити и Жюстин Агомадегбе-Тометин получили большинство голосов на севере, юго-востоке и юго-западе / центре страны соответственно.
Де Суза после выборов заявил, что отменит результаты выборов в Атакора, регионе, где наибольшее количество голосов набрал Мага. Последний угрожал делением страны в случае, если такое произойдет. Апити заявил, что его регионы отойдут в состав Нигерии, если ситуация не будет решена в его пользу. Три бывших президента были вынуждены быстро искать компромисс, чтобы предупредить гражданскую войну. Таким образом был создан так называемый Президентский совет, где Соузу на посту главы государства заменил Кутуку Юбер Мага.
Полковник де Суза вернулся на свою прежнюю должность и возглавил генеральный штаб Вооруженных сил страны.
23 февраля 1972 года Морис Куандете предпринял попытку узурпировать власть. С помощью гарнизона города Уида он попытался захватить правительственные здания. Во время операции были убиты охранники де Соуза, он сам отделался легкими ранениями. Заговор был раскрыт и подавлен, Мага был вынужден отменить свой визит во Францию, чтобы удержать ситуацию под контролем. Куандете был приговорен к смертной казни за участие в заговоре. Приговор не был приведён в исполнение
Когда в октябре 1972 года Матье Кереку захватил власть, де Суза был уволен. Он был назначен на пост комиссара Национального сельскохозяйственного кредитного банка (SOCAD).
Умер де Суза 17 июня 1999 года.